# Wilhelm Brinkmann
Wilhelm Brinkmann   (Oberhausen, 25 d'octubre de 1910 - Düsseldorf, 12 de febrer de 1991) fou un jugador d'handbol alemany que va competir durant la dècada de 1930.
El 1936 va prendre part en els Jocs Olímpics de Berlín, on guanyà la medalla d'or en la competició d'handbol.